# Plastic Tree
Plastic Tree（プラスティック トゥリー）は、日本のロックバンド。1993年にボーカルの有村竜太朗とベースの長谷川正を中心として結成し、1997年にメジャー・デビュー。ドラム担当のメンバーの脱退や加入などを経て、現在は4人組で活動する。略称はプラ、プラトゥリ、プラツリ など。

## メンバー
- 有村竜太朗（ありむら りゅうたろう、1973年3月6日 - ）：ボーカル、ギター
福岡県福岡市生まれ、千葉県千葉市育ち。血液型AB型。
- 長谷川正（はせがわ ただし、1970年11月16日 - ）：ベース
リーダー。千葉県出身。血液型O型。
- ナカヤマアキラ（1971年1月16日 - ）：ギター
北海道釧路市出身。血液型A型。
- 佐藤ケンケン（さとう ケンケン、1978年1月8日[6] - ）：ドラム
2009年7月3日正式加入。長崎県出身[6]。血液型O型。

オリジナルキャラクターとして、猫印。（ねこじるし）（有村がデザインした顔面が包帯で覆われた猫のキャラクター）、ポンプ（心臓がモチーフとなっているメジャーデビュー十五周年“樹念”キャラクター） などが存在する。

### 旧メンバー
- KOJI（コージ）：ドラム
- SHIN（シン）：ドラム
- TAKASHI（タカシ、1月15日 - ）：ドラム。
本名：大正谷隆（おしょうだに たかし）。徳島県出身。血液型B型。2001年脱退。
- ササブチヒロシ（10月12日 - ）：ドラム
本名：笹渕啓史（読み同じ）。北海道室蘭市出身。血液型A型。2002年正式加入。2009年3月19日脱退。2010年10月に東京酒吐座を結成。

## 音楽性と影響
評論家の市川哲史は、「内向的な世界観」と「UKロック的なサウンド」が特徴だと述べている。
有村は森田童子、浅川マキ、山崎ハコ、堀江淳、サザンオールスターズ、バウハウス、ザ・キュアーを好きなアーティストにあげている。キュアーには『Kiss Me Kiss Me Kiss Me』から入り、ついで初期に遡って聴いたという。横溝正史の金田一耕助シリーズや、寺山修司、江戸川乱歩も好きだと述べる。ナカヤマアキラは同級生にLOUDNESSを聞かされたことがきっかけでギターを始めたという。オジー・オズボーンも好きで、ギタリストのランディ・ローズのコピーもやりこみ、ジェイク・E・リーの真似もしたと述べている。

## 略歴
- 1993年
  - 12月、有村と長谷川が中心となって結成。楽曲制作を行う。
- 1994年
  - 3月、当時サポートメンバーであったナカヤマとKOJIが正式加入し、千葉県市川市を拠点に活動開始。
  - 当初はバンド名を暫定的に「NTT FUCKS（エヌティーティー ファックス）」としていた[11]。
  - この年、KOJIが脱退。SHINが加入。
  - 8月12日、デモテープ「Junk gift for my dear」市川CLUB GIOにて配布。
  - 12月31日、市川CLUB GIOにて初の年越しイベント参加 市川CLUB GIO。デモテープ「ACID VISION NEUROSIS」限定500本配布。
- 1995年
  - 2月14日、漆黒のシンフォニー2/V.A オムニバスアルバム 発売。
  - 3月28日、漆黒のシンフォニー発売記念イベント CLUB CITTA' 川崎。デモテープ「コワレタヲルゴォル」限定50本配布。
  - 12月11日、活動の拠点としていたCLUB GIO ICHIKAWAと原楽器の合同設立レーベルであるGIO RECORDSより、ミニアルバム『Strange fruits-奇妙な果実-』を発売しインディーズデビュー。発売記念として新宿LOFTにて初のワンマンライブを行う。デモテープ「Poison biscuit」配布。
  - Strange fruits-奇妙な果実- 初TOUR 全7公演
  - 12月25日、Strange fruits TOUR FINAL
  - -CHRISMAS CABARET- 市川CLUB GIO
  - 12月31日、年越しイベント参加 市川CLUB GIO
- 1996年
  - 2月22日、アリスの眠り袋 TOUR 全15公演
  - 4月3日、アリスの眠り袋 TOUR FINAL 渋谷egg-man
  - 4月3日、アリスの眠り袋 300本限定　ビデオ配布
  - 5月、SHINが脱退。6月、TAKASHIが加入。
  - 7月、Jellyfish breed発足 オフィシャルファンクラブ発足
  - 7月7日、トランスオレンジ水族館 TOUR 全13公演
  - 9月23日、モノクロームシアター TOUR 全18公演
  - 9月25日、インディーズシングル「リラの樹」 Single発売。
  - 12月2日、月曜日の密室 新宿アンティノック
  - 12月3日、火曜日の実験室 新宿アンティノック
  - 12月25日、初のファンクラブオンリー クリスマスライブ 市川CLUB GIO
  - 12月31日、年越しイベント参加 市川CLUB GIO
  - この年、WARNER MUSIC JAPANと契約を結び、メジャーデビューに向けて準備が進められる。
- 1997年
  - 6月19日、インディーズラストライブ 新宿LOFTにて開催。
  - 6月25日、シングル「割れた窓」でWARNER MUSIC JAPANのEntrancEレーベルよりメジャー・デビュー。
  - 7月10日 、メジャー1stアルバム『Hide and Seek』発売。発売記念として8月より全国ツアーを行う。ツアーの最中、当時の所属事務所が業務解散。
  - 10月17日(熊谷VOGUE)、11月3日（市川CLUB GIO）電気くらげのカボチャ狩り jelly fish breed 2Days イベント
  - 12月24〜25日、パラノイア・サンタクロースパーティ 市川CLUB GIOにて開催
- 1998年
  - 1月12日、いぬへび日記 オリコン The Ichiban コラム連載開始（竜太朗）
  - 1月16日、ライブ 渋谷CYCLON（初の明のＢＤライブ）
  - 2月15日、「本当の嘘」 Single発売
  - 2月18日、CLUB CIRCUIT 1998「本当の嘘」 TOUR 3公演
  - 5月22日、うしろの竜太朗 SHOXX 7月号 コラム連載開始（竜太朗）（全8回）
  - 6月28日、Jelly fish breed-1000 市川CLUB GIO ファンクラブイベント
  - 7月25日、「絶望の丘」 Maxi Single 発売
  - 7月31日、Jelly fish breed解散 ファンクラブ解散
  - 8月2日、desperate hill TOUR 9公演
  - 8月26日、2ndアルバム『Puppet Show』発売
  - 9月5日、SWEET TRANCE'98 日本武道館
  - 9月23日、Club Circuit '98 Puppet Show TOUR 3公演
  - 10月、初の冠ラジオ番組「プラスティックトゥリーのこの木なんの木?気持ちの木!」（東海ラジオ）
  - 11月27日、竜巻まわし蹴り GIGUS コラム連載開始（明）全5回
  - 12月17日、Club Circuit '98 Another Puppet Show TOUR 2公演
  - 12月、「あおむしドロップ」 ザッピィ コラム連載開始（竜太朗）全45回
  - この年、すくすく竜太郎 マイバースディ コラム連載（竜太朗）全３回
- 1999年
  - マネジメント所属事務所をSWEET-HEARTへ移籍。
  - 1月22日、Club Circuit 1999 16th Floor Elevator TOUR 15公演
  - 2月22日、後ろの正-ただしづら-面 SHOXX 4月号 コラム連載開始（正）
  - 3月10日、「トレモロ」 Maxi Single 発売
  - 5月16日、Club Circuit 1999 Unkuown Pleasure TOUR 3公演
  - 7月28日、初のビデオクリップ集 二次元ヲルゴール Video Clip
  - 8月25日、「Sink」 Single 発売
  - 8月25日、Premium Show Mind Pool TOUR 3公演
  - 9月16日、Plastic Treeの楽屋裏話 プラのプライデー uv vol47 コラム連載開始（全32回）
  - 9月25日、SWEET TRANCE 1999 日本武道館
  - 11月2日、Club Circuit'99 Overflow. TOUR 21公演
  - 12月10日、「ツメタイヒカリ」 Maxi Single 発売
- 2000年
  - 4月19日、「スライド．」 Maxi Single 発売
  - 4月27日、Split Film TOUR 4公演
  - 5月16日、プラのプライデーコーナー内 Akiraの着メロでメロメロ uv コラム連載開始（明）
  - 6月1日、初の公式Webサイトオープン
  - 6月24日、フェルナンデス（Akira）ニューモデル発売記念イベント ミヤコ 大阪心斎橋店
  - 7月12日、「ロケット」 Maxi Single 発売
  - 8月22日、SLEEP WALK. TOUR 19公演
  - 8月23日、3rdアルバム『Parade』発売
  - 11月1日、Sickroom発足 オフィシャルファンクラブ発足 FUN UNLIMITED
  - 11月4日、SWEET TRANCE 2000 日本武道館
- 2001年
  - 2月7日、「プラネタリウム」 Maxi Single 発売
  - 2月24日、Vicious裏表紙 4月号（竜太朗）
  - 3月7日、セルフカバーベストアルバム『Cut 〜Early Songs Best Selection〜』発売。この発売をもってWARNER MUSIC JAPANとの契約を終了し、インディーズの活動へ移行。
  - 3月8日、Tour"from dusk till dawn" 第一公演"dusk" 第二公演"dawn" TOUR　11公演
  - 3月31日、初のストリーミングライブ 赤坂BLITZ
  - 10月4日、Alchemy. TOUR 4公演
  - 10月31日、Sickroom Party Vol.1 -渋谷かぼちゃ狩りの会－ ON AIR WEST ファンクラブイベント
  - 11月14日、シングル「散リユク僕ラ」を、SWEET-HEARTが運営していたインディーズレーベルのSWEET HEART RECORDSより発売。
  - 「散リユク僕ラ」を最後にTAKASHIが脱退。この頃、有村がポリープの除去手術を受ける。
  - 11月14日、アルバム『Single Collection』発売
  - 11月16日、TAKASHI脱退発表
  - 12月8日、SWEET TRANCE 2001 代々木体育館
- 2002年
  - 7月、ササブチが加入。
  - 9月21日、4thアルバム『トロイメライ』をATMARK CORPORATIONより発売。同作よりメンバー全員がフルネーム表記となる。
- 2003年
  - カバー企画として、5月21日にシングル「バカになったのに」、7月9日にシングル「もしもピアノが弾けたなら」を、日本クラウンをディストリビューターとしてSWEET HEART RECORDSよりそれぞれ発売。
  - 夏、UNIVERSAL MUSICへ移籍。事務所レーベル内にプライベートレーベルであるSick Room Recordsを設立し、10月1日にシングル「水色ガールフレンド」を発売。
  - 10月22日、5thアルバム『シロクロニクル』を発売。
- 2004年
  - 8月25日、6thアルバム『cell.』を発売。
- 2005年
  - 初春、マネジメント事務所をジェイロックに移籍。UNIVERSAL MUSICを1年間離れ、同事務所レーベルから5月11日にシングル「讃美歌」を発売。
- 2006年
  - 5月10日、シングル「ナミダドロップ」を発売。UNIVERSAL MUSICに復帰。
  - 6月28日、7thアルバム『シャンデリア』を発売。
- 2007年
  - 6月25日、メジャー・デビュー10周年を迎える。
  - 6月27日、8thアルバム『ネガとポジ』を発売。
  - 夏、所属事務所であるジェイロックが新設したヴィジュアル系バンド専門レーベルのAKATSUKI labelに所属。
  - 9月8日、メジャー・デビュー10周年を記念し、初の日本武道館公演となるワンマンライブ『ゼロ』を開催。
- 2008年
  - 9月24日、9thアルバム『ウツセミ』を発売。オリコンチャートで自身過去最高となる9位を記録。
- 2009年
  - 2月23日、公式サイトにてササブチが脱退を発表。
  - 3月19日、ファンクラブ限定ライブ『Plastic Tree FC限定ライブ』をもってササブチが脱退。
  - 6月10日、3人編成となって初のシングル「梟」を発売。オリコンチャートで自身過去最高となる9位を記録。発売を記念し、初の代々木公園野外ステージでのフリーライブを開催。
  - 7月3日、佐藤ケンケンが加入。
  - 8月30日、2度目の日本武道館公演となるワンマンライブ『テント』を開催[12]。
  - 12月23日、10thアルバム『ドナドナ』を発売。
- 2010年
  - 4月、徳間ジャパンコミュニケーションズへ移籍。
  - 8月12日、新宿アルタ前にて、ゲリラライブを開催。場所の告知がなかったにもかかわらずファン約8000人が集結し、予定では4曲だったが警察の要請により3曲を演奏しライブ終了。
  - 8月13日、3度目の日本武道館公演となるワンマンライブ『テント②』を開催。
  - 12月、有村がギラン・バレー症候群と診断される。治療のため、同年の年末公演が急遽中止となる。
- 2011年
  - 4月6日、11thアルバム『アンモナイト』を発売。
  - 12月、ビクターエンタテインメント内のレーベル、FlyingStar Recordsへ移籍。
- 2012年
  - 4月14日、4度目の日本武道館公演となるワンマンライブ『青の運命線 最終公演：テント③』を開催。
  - 6月25日、メジャー・デビュー15周年を迎える。
  - 12月12日、12thアルバム『インク』を発売。
- 2013年
  - 3月11日-3月17日、初の7日間連続公演『裏インク』を東京キネマ倶楽部にて開催。
  - 6月6日、初の冠番組『ONGAX〜Plasic Treeの千プラ〜』が千葉テレビで放送。
  - 12月、バンド結成20周年を迎える。
- 2014年
  - 3月5日、初のミニアルバム『echo』を発売。
  - 7月4日、冠番組『Plastic Treeの千プラ』の第2シーズンが千葉テレビで放送。
  - 9月3日、シングル「マイム」よりCJビクターエンタテインメントに移籍。
- 2015年
  - 5月23日、Plastic Tree初の男子限定LIVE「Boys Don’t Cry」を開催。
  - 10月12日、Plastic Tree初の主催公演「虚を捨てよ、町へ出よう」を開催。
  - 12月23日、13thアルバム『剥製』を発売。
- 2016年
  - 5月14日、2度目の男子限定LIVE「Boys Don't Cry #2」を開催。
  - 11月23日、有村が初のソロアルバム『個人作品集1996-2013「デも/demo」』を発売。
- 2017年
  - 1月12日-1月23日、有村が初のソロツアー「有村竜太朗 Tour 2017「デも/demo」」を開催。
  - 6月25日、ちょうど1997年6月25日のメジャーデビューから20周年であるこの日、1stアルバム『Hide and Seek』ツアーファイナル（1997年9月15日、新宿パワーステーション）を再現した特別公演「Plastic Treeメジャーデビュー日"樹念"再現公演「1997.09.15」」を横浜ベイホールで開催。
  - 7月29日、メジャーデビュー20周年を記念し、パシフィコ横浜 国立大ホールにて特別公演「【Plastic】things/1997–2006」、「【Tree】songs/2007–2016」を開催。
  - 9月6日、初となるトリビュートアルバム『Plastic Tree Tribute〜Transparent Branches〜』を発売。本作よりビクターエンタテインメントに移籍。
  - 9月9日、2度目の主催公演「Plastic Treeメジャーデビュー二十周年“樹念”主催公演 虚を捨てよ、町へ出よう 弍 〜新宿赤坂、2ツノ町ヘト出カケ〼、東京一日サァキット編〜」を開催。
- 2018年
  - 3月7日、14thアルバム『doorAdore』を発売。
  - 7月7日、パシフィコ横浜国立大ホールにて“全14アルバムリクエスト”公演「第一幕【Plastic】things/1997–2006」、「第二幕【Tree】songs/2007–2018」を開催。
  - 7月14日、BSフジにて『Plastic Treeのインサイドアウト通信』が放送。
- 2019年
  - 5月5日、3度目の男子限定LIVE「Boys Don't Cry #3」を開催。
  - 7月20日、東京芸術劇場にて、東京ニューシティ管弦楽団と共演し、初のフルオーケストラアレンジによる公演「結成25周年“樹念” Plastic Tree Symphonic Concert at 東京芸術劇場」を開催。
- 2020年
  - 3月25日、15thアルバム『十色定理』を発売。
  - 3月27日から5月6日にかけて、「Plastic Tree Spring Tour2020「十色定理」」全10公演が開催される予定だったが新型コロナウイルスの影響を受け延期となり、2020年9月22日に「Plastic Tree Autumn Tour2020「十色定理」」として横浜公演（昼・夜2公演）のみに規模を縮小し感染対策を実施した上で公演が行われた。
  - 6月28日、初の配信ライブ「Plastic Tree streaming live 「Peep Plastic Partition #1 イロゴト」」を開催。
  - 11月17日、2度目のフルオーケスオラアレンジによる公演「Plastic Tree Symphonic Concert 【Act II】at LINE CUBE SHIBUYA」を開催。
- 2021年
  - 1月16日、ナカヤマが初のソロ公演「Jester: Fractured after chasing a sheep」を開催。
  - 2月24日、ナカヤマが初のソロアルバム『Jester Fracture』を発売。
  - 7月25日、streaming live「Peep Plastic Partition」の開催10回目を記念し、森のホール21 大ホールにて「Plastic Tree streaming live Peep Plastic Partition #10 “樹念”特別公演「サーカス」」を開催。
- 2022年
  - 6月22日、メジャーデビュー25周年を記念した初のファンリクエストベストアルバム『(Re)quest -Best of Plastic Tree-』を発売。
  - 6月25日、メジャーデビュー25周年を迎える。
  - 6月28日および6月29日に、3、4度目となるフルオーケスオラアレンジによる公演「メジャーデビュー25周年“樹念”Plastic Tree Symphonic Concert【Act III】/1997‒2008」（28日）、「【Act IV】/2009‒2022」（29日）を開催。
  - 8月7日-8月13日、Plastic Treeメジャーデビュー25周年 “樹念” Tour 2022「(Re)quest -Best of Plastic Tree-」を開催。
  - 9月10日、streaming live「Peep Plastic Partition」の開催20回目およびメジャーデビュー25周年を記念し、神奈川県民ホール・大ホールにて「Plastic Tree streaming live Peep Plastic Partition #20 メジャーデビュー25周年 “樹念”特別公演「割れた窓」」を開催。
- 2023年
  - 7月19日、2020年に始まった新型コロナウイルスの流行後初の新曲となるシングル『痣花』を発売。
  - 9月15日-10月22日、Plastic Tree Autumn Tour2023「痣と花」を開催。
  - 12月、バンド結成30周年を迎える。
- 2024年
  - 5月29日、16thアルバム『Plastic Tree』を発売。バンドキャリア至上初となるセルフタイトル作品となる。
  - 5月31日-6月30日、Plastic Tree 結成30周年“樹念” Spring Tour2024「Plastic Tree」を開催。

## ディスコグラフィ

### シングル
| 枚           | 発売日                                           | タイトル                             | 規格品番 | 最高位 | 初収録アルバム                     |
| ------------ | ------------------------------------------------ | ------------------------------------ | --- | ------ | ---------------------------------- |
| インディーズ | 1996年9月25日                                    | リラの樹                             | GOR-002 | -      | 未収録                             |
| 1st          | 1997年6月25日                                    | 割れた窓                             | WPDV-7111 | -      | Hide and Seek                      |
| 2nd          | 1998年2月15日                                    | 本当の嘘                             | WPDV-7124 | -      | Puppet Show                        |
| 3rd          | 1998年7月25日                                    | 絶望の丘                             | WPCV-7438 | -      | Puppet Show                        |
| 4th          | 1999年3月10日                                    | トレモロ                             | WPCV-10011 | 30位   | Parade                             |
| 5th          | 1999年8月25日                                    | Sink                                 | WPDV-10008 | 26位   | Parade                             |
| 6th          | 1999年12月10日（初回盤） 2000年1月26日（通常盤） | ツメタイヒカリ                       | WPCV-10050（初回盤） WPCV-10061（通常盤）                                                                             | 38位   | Single Collection                  |
| 7th          | 2000年4月19日                                    | スライド.                            | WPCV-10066 | 30位   | Parade                             |
| 8th          | 2000年7月12日                                    | ロケット                             | WPCV-10075 | 29位   | Parade                             |
| 9th          | 2001年2月7日                                     | プラネタリウム                       | WPCV-10101 | 26位   | Cut 〜Early Songs Best Selection〜 |
| 10th         | 2001年11月14日                                   | 散リユク僕ラ                         | SHR-0008 | 39位   | トロイメライ                       |
| 11th         | 2002年6月26日                                    | 蒼い鳥                               | AECR-1003 | 39位   | トロイメライ                       |
| 12th         | 2003年5月21日                                    | バカになったのに                     | SHR-0010 | 35位   | シロクロニクル                     |
| 13th         | 2003年7月9日                                     | もしもピアノが弾けたなら             | SHR-0011 | 59位   | シロクロニクル                     |
| 14th         | 2003年10月1日                                    | 水色ガールフレンド                   | UMCE-8100 | 22位   | シロクロニクル                     |
| 15th         | 2004年1月21日                                    | 「雪蛍」                             | UMCE-8102 | 28位   | cell.                              |
| 16th         | 2004年3月10日                                    | 春咲センチメンタル                   | UMCE-8103 | 30位   | cell.                              |
| 17th         | 2004年7月28日                                    | メランコリック                       | UMCE-8104 | 27位   | cell.                              |
| 18th         | 2005年5月11日                                    | 讃美歌                               | J-ROCK-006 | 26位   | シャンデリア                       |
| 19th         | 2005年10月12日                                   | 名前のない花                         | J-ROCK-007 | 27位   | シャンデリア                       |
| 20th         | 2005年11月16日                                   | Ghost                                | J-ROCK-008 | 25位   | シャンデリア                       |
| 21st         | 2005年12月14日                                   | 空中ブランコ                         | J-ROCK-009 | 40位   | シャンデリア                       |
| 22nd         | 2006年5月10日                                    | ナミダドロップ                       | UPCH-5390 | 33位   | シャンデリア                       |
| 23rd         | 2007年1月24日                                    | スピカ                               | UPCH-5442 | 30位   | ネガとポジ                         |
| 24th         | 2007年5月16日                                    | 真っ赤な糸/藍より青く                | UPCH-9296（初回盤） UPCH-5467（通常盤）                                                                               | 20位   | ネガとポジ                         |
| 限定配布     | 2007年9月8日                                     | ゼロ                                 | AK-0000 | -      | 未収録                             |
| 25th         | 2008年4月9日                                     | アローンアゲイン、ワンダフルワールド | UPCH-9421（初回盤） UPCH-5532（通常盤）                                                                               | 11位   | ウツセミ                           |
| 26th         | 2008年8月13日                                    | リプレイ/Dolly                       | UPCH-9429（初回盤） UPCH-5552（通常盤）                                                                               | 11位   | ウツセミ                           |
| 27th         | 2009年6月10日                                    | 梟                                   | UPCH-9489（初回盤A） UPCH-9490（初回盤B） UPCH-5601（通常盤初回プレス） UPCH-5602（通常盤）                           | 9位    | ドナドナ                           |
| 28th         | 2009年10月28日                                   | サナトリウム                         | UPCH-9526（初回限定盤A） UPCH-9527（初回限定盤B） UPCH-5630（通常盤初回プレス） UPCH-5631（通常盤）                   | 11位   | ドナドナ                           |
| 29th         | 2010年7月28日                                    | ムーンライト――――。                   | TKCA-74540（初回限定盤A） TKCA-74541（初回限定盤B） TKCA-73545（通常盤）                                              | 12位   | アンモナイト                       |
| 30th         | 2010年12月15日                                   | みらいいろ                           | TKCA-73601（初回限定盤A） TKCA-73602（初回限定盤B） TKCA-73606（通常盤）                                              | 10位   | アンモナイト                       |
| 31st         | 2012年2月29日                                    | 静脈                                 | VIZB-21（初回限定盤A） VIZB-22（初回限定盤B） VICB-35037（通常盤A） VICB-35038（通常盤B）                             | 13位   | インク                             |
| 32nd         | 2012年6月20日                                    | くちづけ                             | VIZB-24（初回限定盤A） VIZB-25（初回限定盤B） VICB-35040（通常盤A） VICB-35041（通常盤B）                             | 12位   | インク                             |
| 33rd         | 2012年9月5日                                     | シオン                               | VIZB-30（初回限定盤A） VIZB-31（初回限定盤B） VICB-35046（通常盤A） VICB-35047（通常盤B）                             | 21位   | インク                             |
| 34th         | 2013年9月4日                                     | 瞳孔                                 | VIZL-565（初回限定盤A） VIZL-566（初回限定盤B） VICL-36817（通常盤）                                                  | 18位   | echo                               |
| 35th         | 2014年9月3日                                     | マイム                               | VUZJ-13（初回限定盤A） VUZJ-14（初回限定盤B） VUZJ-15（初回限定盤C） VUCJ-30004（通常盤）                             | 14位   | 剥製                               |
| 36th         | 2015年3月4日                                     | スロウ                               | VUZJ-21（初回限定盤A） VUZJ-22（初回限定盤B） VUZJ-23（初回限定盤C） VUCJ-30006（通常盤）                             | 17位   | 剥製                               |
| 37th         | 2015年9月2日                                     | 落花                                 | VUZJ-29（初回限定盤A） VUZJ-30（初回限定盤B） VUZJ-31（初回限定盤C） VUCJ-30009（通常盤）                             | 24位   | 剥製                               |
| 38th         | 2016年8月17日 2017年10月25日（再発盤）           | サイレントノイズ                     | VBZJ-21（初回限定盤A） VBZJ-22（初回限定盤B） VBCJ-30009（Collar×Malice盤） VBCJ-30010（通常盤） VICL-37360（再発盤） | 28位   | doorAdore                          |
| 39th         | 2017年1月25日 2017年10月25日（再発盤）           | 念力                                 | VBZJ-35（初回限定盤A） VBZJ-36（初回限定盤B） VBZJ-37（初回限定盤C） VBCJ-30019（通常盤） VICL-37361（再発盤）        | 18位   | doorAdore                          |
| 40th         | 2017年6月21日 2017年10月25日（再発盤）           | 雨中遊泳                             | VBZJ-43（初回限定盤A） VBZJ-44（初回限定盤B） VBZJ-45（初回限定盤C） VBCJ-30020（通常盤） VICL-37362（再発盤）        | 17位   | doorAdore                          |
| 41st         | 2018年7月25日                                    | インサイドアウト                     | VIZL-1409（初回限定盤A） VIZL-1410（初回限定盤B） VICL-37412（Collar×Malice盤） VICL-37413（通常盤）                  | 29位   | 十色定理                           |
| 42nd         | 2019年9月4日                                     | 潜像                                 | VIZL-1633（初回限定盤A） VIZL-1634（初回限定盤B） VICL-37495（通常盤）                                                | 25位   | 十色定理                           |
| 43rd         | 2023年7月19日                                    | 痣花                                 | VIZL-2203（完全生産限定盤）                                                                                           | 25位   | Plastic Tree                       |
| 44th         | 2023年12月13日                                   | ざわめき                             | VIZL-2247（完全生産限定盤）                                                                                           | 30位   | Plastic Tree                       |

### アルバム

#### オリジナル・アルバム
| 枚   | 発売日                                  | タイトル       | 規格品番                                                                       | 最高位 |
| ---- | --------------------------------------- | -------------- | ------------------------------------------------------------------------------ | ------ |
| 1st  | 1997年7月10日 2010年8月25日（再発盤）   | Hide and Seek  | WPCV-7407 WPCL-10849（再発盤）                                                 | -      |
| 2nd  | 1998年8月26日 2010年8月25日（再発盤）   | Puppet Show    | WPCV-7425 WPCL-10850（再発盤）                                                 | 50位   |
| 3rd  | 2000年8月23日 2010年8月25日（再発盤）   | Parade         | WPCV-10076 WPCL-10851（再発盤）                                                | 19位   |
| 4th  | 2002年9月21日                           | トロイメライ   | AECR-1005                                                                      | 39位   |
| 5th  | 2003年10月22日                          | シロクロニクル | UMCE-8101                                                                      | 32位   |
| 6th  | 2004年8月25日                           | cell.          | UMCE-8105（初回盤） UMCE-8106（通常盤）                                        | 34位   |
| 7th  | 2006年6月28日                           | シャンデリア   | UPCH-9238（初回盤） UPCH-1500（通常盤）                                        | 23位   |
| 8th  | 2007年6月27日                           | ネガとポジ     | UPCH-9304（初回盤） UPCH-1545（通常盤）                                        | 36位   |
| 9th  | 2008年9月24日                           | ウツセミ       | UPCH-9435（初回盤） UPCH-1625（通常盤）                                        | 9位    |
| 10th | 2009年12月23日                          | ドナドナ       | UPCH-9535（初回盤） UPCH-1761（通常盤）                                        | 28位   |
| 11th | 2011年4月6日                            | アンモナイト   | TKCA-73630（初回限定盤） TKCA-73635（通常盤）                                  | 16位   |
| 12th | 2012年12月12日                          | インク         | VIZB-35（完全生産限定盤） VICB-60097〜8（初回限定盤） VICB-60099（通常盤）     | 22位   |
| 13th | 2015年12月23日 2017年10月25日（再発盤） | 剥製           | VBZJ-7（初回限定盤） VBCJ-60001（通常盤） VICL-64932（再発盤）                 | 17位   |
| 14th | 2018年3月7日                            | doorAdore      | VIZL-1335（完全生産限定盤A） VIZL-1336（完全生産限定盤B） VICL-64964（通常盤） | 14位   |
| 15th | 2020年3月25日                           | 十色定理       | VIZL-1759（完全生産限定盤） VICL-65361（通常盤）                               | 30位   |
| 16th | 2024年5月29日                           | Plastic Tree   | VIZL-2319（完全生産限定盤） VICL-65965（通常盤）                               | 16位   |

#### ミニ・アルバム
| 枚           | 発売日                                                 | タイトル                    | 規格品番                                    | 最高位 |
| ------------ | ------------------------------------------------------ | --------------------------- | ------------------------------------------- | ------ |
| インディーズ | 1995年12月11日（1st press） 1997年6月25日（2nd press） | Strange fruits -奇妙な果実- | GOR-001                                     | -      |
| 1st          | 2014年3月5日                                           | echo                        | VIZL-642（初回限定盤） VICL-64122（通常盤） | 28位   |

#### ベスト・アルバム
|    | 発売日                                | タイトル                           | 規格品番                                       | 最高位 |
| -- | ------------------------------------- | ---------------------------------- | ---------------------------------------------- | ------ |
| 1  | 2001年3月7日                          | Cut 〜Early Songs Best Selection〜 | WPCV-10115                                     | 30位   |
| 2  | 2001年11月14日 2006年9月6日（再発盤） | Single Collection                  | WPCV-10158 WPCL-19357（再発盤）                | 37位   |
| 3  | 2002年11月7日 2010年8月25日（再発盤） | Premium Best                       | WPC2-10030 WPCL-10848（再発盤）                | 86位   |
| 4  | 2005年10月26日                        | Best Album 白盤                    | UMCE-8107                                      | 140位  |
| 5  | 2005年10月26日                        | Best Album 黒盤                    | UMCE-8108                                      | 144位  |
| 6  | 2007年9月5日                          | B面画報                            | UPCH-9339                                      | 58位   |
| 7  | 2009年8月26日                         | ゲシュタルト崩壊                   | UPCH-9506（初回限定盤） UPCH-1737（通常盤）    | 35位   |
| 8  | 2010年7月7日                          | ALL TIME THE BEST                  | UPCH-9575（初回限定盤） UPCH-1785/6（通常盤）  | 76位   |
| 9  | 2019年2月13日                         | 続 B面画報                         | VIZL-1515（初回限定盤） VIZL-1516（通常盤）    | 30位   |
| 10 | 2022年6月22日                         | (Re)quest -Best of Plastic Tree-   | VIZL-2073（初回限定盤） VICL-65708/9（通常盤） | 32位   |

#### ライブ・アルバム
|   | 発売日        | タイトル                                  | 規格品番  | 最高位 |
| - | ------------- | ----------------------------------------- | --------- | ------ |
| 1 | 2023年3月29日 | Plastic Tree Live Chronicle 〜2012-2020〜 | VIZL-2174 |        |

#### その他のアルバム
|   | 発売日        | タイトル                                    | 規格品番     | 備考     |
| - | ------------- | ------------------------------------------- | ------------ | -------- |
| 1 | 2007年7月30日 | Plastic Tree "e.p." What is "Plastic Tree"? | CLJ-8818-2.2 | 海外発売 |

#### オムニバス
|    | 発売日         | タイトル                                              | 規格品番      | 備考                             |
| -- | -------------- | ----------------------------------------------------- | ------------- | -------------------------------- |
| 1  | 1995年2月14日  | 漆黒のシンフォニーII                                  | OHR-2         | 「Rusty」「Nerveless smile」収録 |
| 2  | 1996年4月25日  | Emergency Express 1996 〜Do You Feel The Next Vibe!〜 | TFCC-88073    | 「クリーム」収録                 |
| 3  | 2006年10月25日 | ガラスの艦隊 オリジナル・サウンドトラック             | UPCH 1521     | 「ナミダドロップ (TV size)」収録 |
| 4  | 2010年10月6日  | 原点 the original                                     | UICZ-8078     | 「スライド.」収録                |
| 5  | 2011年2月9日   | FUCK THE BORDER LINE                                  | AVCD-38206    | 「MARIA」収録                    |
| 6  | 2011年2月16日  | 遊☆戯☆王5D's SOUND DUEL 3                             | MJSA-01004_5  | 「みらいいろ (TV size)」収録     |
| 7  | 2011年9月14日  | V-ROCK Disney                                         | AVCW-12847    | 「チム・チム・チェリー」収録     |
| 8  | 2012年9月19日  | 遊☆戯☆王5D's VOCAL BEST!!                             | MJSA-01048    | 「みらいいろ」収録               |
| 9  | 2015年7月29日  | ROCK IN DISNEY                                        | AVCW-63080    | 「Chim Chim Cher-ee」収録        |
| 10 | 2017年11月22日 | TRIBUTE OF MUCC -縁[en]-                              | MSHN-044〜045 | 「流星」収録                     |

#### トリビュート・アルバム
|   | 発売日       | タイトル                                     | 規格品番   | 備考                                                                                     |
| - | ------------ | -------------------------------------------- | ---------- | ---------------------------------------------------------------------------------------- |
| 1 | 2017年9月6日 | Plastic Tree Tribute〜Transparent Branches〜 | VICL-64840 | Plastic Treeメジャー・デビュー20周年を記念した、12組のアーティストによるカバーアルバム。 |

### VHS・DVD・Blu-ray
|    |        | 発売日                                     | タイトル | 規格品番                                                                        | 備考 |
| -- | ------ | ------------------------------------------ | --- | ------------------------------------------------------------------------------- | --- |
| 1  | ライブ | 1996年4月3日                               | アリスの眠り袋 | GORV-001                                                                        | 1996年ツアーファイナルにて限定300本配布VHS                                                                                         |
| 2  | MV集   | 1997年3月23日                              | イノセントピクチャーショウ | GORV-002                                                                        | 1997年ツアーファイナルにて配布VHS（のちにケース付で流通版発売）                                                                    |
| 3  | MV集   | 1999年7月28日（VHS） 2005年2月9日（DVD）   | 二次元ヲルゴール | WPVV-90001（VHS） WPBL-90029（DVD）                                             | 初回盤ポストカード封入（VHS） オリコン週間チャート最高位78位（DVD）                                                                |
| 4  | MV集   | 2000年11月8日（VHS） 2000年11月22日（DVD） | 二次元ヲルゴール.2 | WPVV-90011（VHS） WPBV-90011（DVD）                                             | |
| 5  | ライブ | 2002年3月21日                              | 黒テント | AEBR-1004                                                                       | |
| 6  | ライブ | 2002年12月18日                             | 黒テント (2) | AEBR-1006                                                                       | 初回プレス盤特殊パッケージ仕様 オリコン週間チャート最高位77位                                                                      |
| 7  | MV集   | 2004年12月22日                             | 二次元ヲルゴール.3 | UMBE-8100                                                                       | オリコン週間チャート最高位81位 |
| 8  | ライブ | 2006年3月29日 2007年11月21日（再発盤）     | 花燃えて、亡霊の涙、天幕に堕ちる。 〜Live & Clips 2005〜                                                                                | UPBH-1187 UPBH-9357（再発盤）                                                   | オリコン週間チャート最高位53位 |
| 9  | ライブ | 2007年12月19日 2008年11月12日              | ゼロ | UPBH-1218〜9 UPBH-9415〜6（再発盤）                                             | 初回プレス盤バックステージパス封入 オリコン週間チャート最高位78位                                                                  |
| 10 | ライブ | 2008年12月24日 2009年11月4日（限定再発盤） | Merry Go Around The World | UPBH-9422（初回盤） UPBH-1226〜7（通常盤） UPBH-9440〜1（限定再発盤）           | 初回3,000セット限定生産盤スペシャルボックスパッケージ仕様・オリジナルTシャツ封入 再発盤期間限定生産 オリコン週間チャート最高位69位 |
| 11 | ライブ | 2009年11月25日                             | テント | UPBH-9444（初回盤） UPBH-1246〜7（通常盤）                                      | 初回盤スペシャルパッケージ仕様・オリジナルポーチ封入 オリコン週間チャート最高位64位                                                |
| 12 | MV集   | 2009年12月23日                             | ゲシュタルト崩壊 -映像編- | UPBH-1250                                                                       | オリコン週間チャート最高位128位 |
| 13 | ライブ | 2010年7月7日                               | 珠玉と秘密の公演 | UPBH-1262〜3                                                                    | オリコン週間チャート最高位63位 |
| 14 | ライブ | 2010年10月27日                             | Ch.P | TKBA-1140                                                                       | 初回限定生産・オリジナルTシャツ封入 オリコン週間チャート最高位48位                                                                 |
| 15 | ライブ | 2011年9月7日                               | 「ゆくプラ くるプラ」振替公演「ゆくプラ きたプラ」                                                                                      | AK-0024                                                                         | オリコン週間チャート最高位189位 |
| 16 | ライブ | 2011年12月14日                             | アンモナイト 実演版 | AK-0025                                                                         | |
| 17 | ライブ | 2013年3月20日                              | メジャーデビュー十五周年"樹念" 『Hide and Seek』-追懐公演-                                                                              | VIBL-673〜4（【Hide盤】） VIBL-675〜6（【Seek盤】）                             | 完全生産限定 【Hide盤】と【Seek盤】の2タイプ発売 オリコン週間チャート最高位54位                                                    |
| 18 | ライブ | 2013年6月19日                              | 青の運命線 最終公演：テント③ 於 日本武道館                                                                                              | VIXY-6（Blu-ray版） VIBY-723〜4（DVD版）                                        | ライブCD『「インク」実演版(2013年3月7日・横須賀芸術劇場)』が付属 オリコン週間チャート最高位76位(Blu-ray版)、134位(DVD版)           |
| 19 | TV番組 | 2013年10月24日                             | ONGAX〜Plastic Treeの千プラ〜 | AK-0031                                                                         | 第1シーズン |
| 20 | TV番組 | 2014年12月17日                             | Plastic Treeの千プラ | AK-0037                                                                         | 第2シーズン |
| 21 | ライブ | 2015年2月11日                              | 結成20周年“樹念”ツアー「そしてパレードは続く」 追加公演 於 渋谷公会堂                                                                   | VUBJ-1/2                                                                        | オリコン週間チャート最高位19位 |
| 22 | ライブ | 2017年10月9日                              | Plastic Treeメジャーデビュー日“樹念”再現公演「1997.09.15」                                                                              | AK-0064                                                                         | |
| 23 | ライブ | 2018年11月26日                             | Plastic Treeパシフィコ横浜国立大ホール “全14アルバムリクエスト”公演2018 第一幕【Plastic】things/1997–2006 第二幕【Tree】songs/2007–2018 | AK-0075(二枚組) AK-0076(第一幕のみ単品) AK-0077(第二幕のみ単品)                 | |
| 24 | ライブ | 2020年7月15日                              | Plastic Tree年末公演2019ゆくプラくるプラ 〜海月リクエストまひるのうた編〜 〜海月リクエストよなかのうた編〜                              | AK-0091(二枚組) AK-0092(まひるのうた編のみ単品) AK-0093(よなかのうた編のみ単品) | オリコン週間チャート最高位153位 |
| 25 | ライブ | 2021年3月10日                              | Symphonic Concert 【Act Ⅱ】 | VIZL-1869                                                                       | 本公演の音源を収録したCD2枚、フォトブックが付属 オリコン週間チャート最高位18位                                                     |
| 26 | ライブ | 2022年2月9日                               | Peep Plastic Partition | AK-0099                                                                         | streaming liveシリーズ「Peep Plastic Partition」#1から#10までの10公演を収録。                                                      |
| 27 | ライブ | 2023年2月8日                               | Plastic Tree streaming live「Peep Plastic Partition」Blu-ray Box#2                                                                      | AK-0103                                                                         | streaming liveシリーズ「Peep Plastic Partition」#11から#20までの10公演を収録。                                                     |
| 28 | ライブ | 2023年3月                                  | Plastic Treeメジャーデビュー25周年 “樹念” JellyFish Breed FC LIVE DVD                                                                   | AK-0105                                                                         | |

### 書籍
1. 忘却モノローグ 10th Anniversary Archives of Plastic Tree（2007年9月15日）
  - DVD付
2. WORLD TOUR 2006 [chandelier]（発売日不明）
  - 通販限定発売の写真集（海外公演の様子）
3. 猫印。と呼ばれています。（2011年2月22日）

## タイアップ
| 起用年 | 曲名                                 | タイアップ                                                                                    |
| 1998年 | 本当の嘘                             | テレビ東京系ドラマ『うしろの百太郎』1998年2-3月度エンディングテーマ                           |
| 1998年 | 絶望の丘                             | TOKYO FM『RADIO MAGAZINE WHAT'S IN?』テーマソング                                             |
| 1999年 | トレモロ                             | テレビ朝日系『Mew』1999年3月度オープニングテーマ                                              |
| 1999年 | 祈り                                 | 中京テレビ放送『教児のおめざめワイド』エンディングテーマ                                      |
| 1999年 | Sink                                 | よみうりテレビ・日本テレビ系全国ネットアニメ『金田一少年の事件簿』エンディングテーマ          |
| 1999年 | ツメタイヒカリ                       | テレビ朝日系『神出鬼没!タケシムケン』エンディングテーマ                                       |
| 2000年 | スライド.                            | テレビ朝日系『ミッドナイトマーメイド』エンディングテーマ                                      |
| 2000年 | スライド.                            | 毎日放送『爆烈!シャンプー』エンディングテーマ                                                 |
| 2000年 | ロケット                             | TBS系『筋肉精鋭』エンディングテーマ                                                           |
| 2001年 | プラネタリウム                       | テレビ東京系『たけしの誰でもピカソ』エンディングテーマ                                        |
| 2003年 | バカになったのに                     | テレビ神奈川『saku saku』2003年6月度エンディングテーマ                                        |
| 2003年 | バカになったのに                     | テレビ神奈川『Mutoma JAPAN』2003年6月度テーマソング                                           |
| 2003年 | バカになったのに                     | テレビ埼玉『HOT WAVE』2003年6月度エンディングテーマ                                           |
| 2004年 | 「雪蛍」                             | 広島RCC中国放送『COOL Syndicate』2004年1月度エンディングテーマ                                |
| 2004年 | 春咲センチメンタル                   | テレビ埼玉『HOT WAVE』2004年4月度エンディングテーマ                                           |
| 2004年 | メランコリック                       | テレビ神奈川『Mutoma JAPAN』2004年8月度テーマソング                                           |
| 2005年 | 名前のない花                         | 『ポケメロJOYSOUND』 TVCMソング                                                               |
| 2006年 | ナミダドロップ                       | 朝日放送・テレビ朝日系アニメ『ガラスの艦隊』エンディングテーマ                                |
| 2006年 | ナミダドロップ                       | 『ポケメロJOYSOUND』TVCMソング                                                                |
| 2006年 | ナミダドロップ                       | スカイパーフェクTV!『V-STYLE "Move!!"』エンディングテーマ                                     |
| 2007年 | スピカ                               | TBS系『徳光和夫の感動再会"逢いたい"』エンディングテーマ                                       |
| 2007年 | 真っ赤な糸                           | 日本テレビ系『音楽戦士 MUSIC FIGHTER』POWER PLAY                                              |
| 2007年 | 藍より青く                           | TBS系『クチコミ』2007年4・5月度エンディングテーマ                                             |
| 2008年 | アローンアゲイン、ワンダフルワールド | 日本テレビ『音燃え!』2008年4月度エンディングテーマ                                            |
| 2008年 | リプレイ                             | 名古屋テレビ放送『光る!スポーツ研究所』2008年8月度エンディングテーマ                          |
| 2008年 | Dolly                                | 日本テレビ『音燃え!』2008年8月度エンディングテーマ                                            |
| 2009年 | 梟                                   | 中京テレビ・日本テレビ系『カウントダウン・ドキュメント 秒ヨミ!』2009年6月度エンディングテーマ |
| 2009年 | サナトリウム                         | TBS系『ランク王国』エンディングテーマ                                                         |
| 2010年 | ムーンライト――――。                   | 日本テレビ系『小熊のベア部屋』2010年7月度エンディングテーマ                                   |
| 2010年 | みらいいろ                           | テレビ東京系アニメ『遊☆戯☆王5D's』第5期エンディングテーマ                                     |
| 2012年 | シオン                               | 日本テレビ系『今夜くらべてみました』2012年9月度エンディングテーマ                             |
| 2013年 | 瞳孔                                 | テレビ朝日系『Break Out』2013年9月度オープニング・トラック                                    |
| 2015年 | 落花                                 | TOKYO MX『ジャパンカルチャー情報番組【ディープJルーム】』2015年12月度オープニング・トラック   |
| 2016年 | サイレントノイズ                     | PlayStation Vita用ゲーム『Collar×Malice』オープニング主題歌                                   |
| 2016年 | 静かの海                             | PlayStation Vita用ゲーム『Collar×Malice』エンディング主題歌                                   |
| 2016年 | シンクロ                             | PlayStation Vita用ゲーム『Collar×Malice』エンディング主題歌                                   |
| 2017年 | 念力                                 | テレビ朝日系『musicる TV』2017年1月度エンディングテーマ                                       |
| 2018年 | インサイドアウト                     | PlayStation Vita用ゲーム『Collar×Malice -Unlimited-』主題歌                                   |
| 2018年 | 灯火                                 | PlayStation Vita用ゲーム『Collar×Malice -Unlimited-』エンディングテーマ                       |
| 2019年 | サイレントノイズ                     | 舞台『Collar×Malice -岡崎契編-』主題歌                                                        |
| 2020年 | 讃美歌                               | 映画『青の生徒会 参る! season1 花咲く男子たちのかげに』エンディングテーマ                     |
| 2021年 | サイレントノイズ                     | 舞台『Collar×Malice -榎本峰雄編＆笹塚尊編-』主題歌                                            |
| 2022年 | サイレントノイズ                     | 舞台『Collar×Malice -白石景之編-』主題歌                                                      |
| 2022年 | 静かの海                             | 舞台『Collar×Malice -白石景之編-』主題歌                                                      |
| 2023年 | サイレントノイズ                     | 舞台『Collar×Malice -柳愛時編-』オープニングテーマ                                            |
| 2023年 | シンクロ                             | 舞台『Collar×Malice -柳愛時編-』エンディングテーマ（通常エンド）                              |
| 2023年 | 灯火                                 | 舞台『Collar×Malice -柳愛時編-』エンディングテーマ（ゼロエンド）                              |

## ミュージック・ビデオ
| 監督          | 曲名 |
| 井上強        | 「絶望の丘」 |
| 今井俊彦      | 「C.C.C」「Light.Gentle.and Soul.」「remain」「あまのじゃく」「エンドロール。」「スウィング・ノワール」「スロウ」「マイム」「メデューサ」「月に願いを」「落花」                              |
| 大野敏嗣      | 「Thirteenth Friday」「みらいいろ」「サナトリウム」「ムーンライト――――――。」「潜像」 |
| 小嶋貴之      | 「くちづけ」「くちづけ(十五周年樹念映像作品)」「インサイドアウト」「シオン」「シオン(十五周年樹念映像作品)」「ピアノブラック」「影絵」「静脈」「静脈(十五周年樹念映像作品)」「瞳孔」「灯火」 |
| 後藤新吾      | 「グライダー」 |
| 近藤廣行      | 「バカになったのに」「メランコリック」「春咲センチメンタル」「水色ガールフレンド」「雪蛍」「蒼い鳥」                                                                                         |
| 竹内大輔      | 「アローンアゲイン、ワンダフルワールド」「真っ赤な糸」 |
| 薗田賢次      | 「Sink」「ツメタイヒカリ」 |
| David Stetson | 「割れた窓」 |
| T-WAKA        | 「本当の嘘」 |
| Nacky         | 「梟」 |
| 二階健        | 「プラネタリウム」「トレモロ」「ロケット」 |
| 野田真也      | 「ナミダドロップ」 |
| 保母浩幸      | 「スライド.」「ベランダ.」 |
| 本田義信      | 「スピカ」 |
| Macky         | 「リプレイ」 |
| 宮澤正明      | 「サイレントノイズ」「雨中遊泳」「遠国」「念力」 |
| 不明          | 「Sick」「エンジェルダスト」「讃美歌」「散リユク僕ラ」 |

## 出演

### テレビ
- ONGAX〜Plasic Treeの千プラ〜（2013年6月6日 - 2013年9月5日、千葉テレビ）[24]
- Plastic Treeの千プラ（第2シーズン）（2014年7月4日 - 2014年9月26日、千葉テレビ）
- Plastic Treeのインサイドアウト通信（2018年7月14日 - 2018年8月25日、BSフジ）[25]
- Plastic Tree アルバムリクエストライブ 「doorAdore」ダイジェスト（2019年12月22日、BSフジ）[26]

## ファンクラブ
現在の公式ファンクラブ『JellyFish Breed』に入会すると、オリジナル会員証が発行される。年4回の会報の発行やライブ情報・先行販売などが特典（詳細は公式HPに記載されている）。移籍前（SWEET-HEART）でのファンクラブ名称は『Sick Room』で、事務所移籍時に解散した。ファンのことは海月（くらげ）と呼称される。

## 主なライブ

### ワンマンライブ・主催イベント
- 1995年12月 - Strange fruits-奇妙な果実-TOUR
- 1996年2月 - アリスの眠り袋 TOUR
- 1996年7月 - トランスオレンジ水族館 TOUR
- 1996年9月 - モノクロームシアター TOUR
- 1997年2月 - イノセントピクチャーショウ TOUR
- 1997年7月〜9月 - Plastic Tree TOUR Hide and Seek
- 1998年8月 - TOUR desperate hill
- 1999年5月 - Club Circuit 1999 Unknown Pleasure
- 1998年12月 - Plastic Tree Club Circuit '98 Another Puppet Show
- 1999年1月〜3月 - 16th Floor Elevator
- 1999年5月 - Club Circuit 1999 Unknown Pleasure
- 1999年8月〜9月 - Plastic Tree Premium Show Mind Pool
- 1999年11月〜12月 - Overflow.
- 2000年4月〜5月 - Split Film
- 2000年8月〜9月 - SLEEP WALK
- 2000年11月 - SWEET TRANCE 2000 「21st CENTURY BOY」
- 2001年3月 - from dusk till dawn 第一公演"dusk" 第二公演"dawn"
- 2001年10月 - Alchemy.
- 2001年12月 - SWEET TRANCE 2001「THE SPACE ODYSSEY」
- 2002年3月〜4月 - Mutant Flowers
- 2002年8月 - SWEET TRANCE 2002 FINAL STAGE「THE GRADUATE」
- 2002年7月〜9月 - Plastic Tree Tour 2002 Shoegazer
- 2003年4月〜5月 - Bleach School
- 2003年7月 - SWEET EXTRA 2003「TOMORROW HISTORY」
- 2003年10月〜11月 - シロクロニクル
- 2004年3月 - 乱れ咲き、狂い咲き、春と修羅。
- 2004年7月 - SWEET EXTRA 2004
- 2004年7月〜8月 - 関東一円夏巡業 東遊び
- 2004年9月〜10月 - Plastic Tree Tour 2004 cell.
- 2005年1月 - Sickroom Party 第四回 「さよなら病室、また来て海月」
- 2005年6月 - 赤い眼のミッフィー
- 2005年8月〜9月 - 第二回東遊び
- 2005年12月 - 花燃えて、亡霊の涙、天幕に堕ちる。
- 2006年2月 - FC限定イベント「ドキッ!!プラちゃんのバレンタイン大作戦!!」
- 2006年2月 - SHOCK WAVE 2006 「春ウララ。東ニ西ニ寒櫻サキミダレル 2nd Stage」
- 2006年3月〜5月 - 黒い速度の四角形
- 2006年6月 - 海月集会Vol.3「屋根裏部屋のシャンデリア」
- 2006年7月 - Plastic Tree WORLD TOUR 2006 シャンデリア
- 2006年8月 - Plastic Tree WORLD TOUR 2006 シャンデリア 追加公演
- 2006年10月 - FC旅行「秋の湯けむりプラッとツアー」
- 2006年11月〜12月 - Plastic Tree 2006秋ツアー 蒸涙反応SOS
- 2006年12月 - Plastic Tree2006 冬小屋エレキテル
- 2007年4月〜5月 - Plastic Tree 10th Anniversary time capsule under the tree【on the hill】
- 2007年6月 - FCイベント 海月集会Vol.4「20世紀の悲観主義者≒21世紀の感傷主義者」
- 2007年7月 - Plastic Tree ネガとポジ
- 2007年9月 - Plastic Tree 10th Anniversary ゼロ
- 2007年10月〜11月 - Plastic Tree World Tour "Merry Go Around The World"
- 2007年12月 - Plastic Tree 10th Anniversary sleeping forest of zero gravity
- 2008年4月 - Plastic Tree 2008春ツアー 悪戯ワンダフルワールド
- 2008年7月 - FCイベント海月集会Vol.5｢ステレオ蝙蝠族｣〜電気蝙蝠はアンドロイドの夢をみるのか？〜
- 2008年8月〜9月 - PlasticTree2008夏ツアー ステレオ蝙蝠族
- 2009年12月〜2010年1月 - Plastic Tree2008-2009冬ツアー ウツセミ
- 2009年6月 - シングル「梟」発売記念フリーライブ
- 2009年7月〜8月 - 梟一座★夏行脚
- 2009年12月 - Plastic Tree AsiaTour 2009 台湾★上海
- 2010年1月〜2月 - Plastic Tree2010年冬ツアー【Re:chord】-レコード-
- 2010年5月 - Strange fruits-奇妙な果実-15周年・追懐公演
- 2010年10月〜11月 - 月世界旅行
- 2010年11月 - 月世界旅行〜アジア編〜
- 2010年12月 - 年末公演〜ゆくプラ くるプラ〜
- 2011年3月〜6月 - LIVE HOUSE TOUR2011「アンモナイト（小）」
- 2011年6月 - 「ゆくプラ くるプラ」振替公演「ゆくプラ きたプラ」
- 2011年9月〜10月 - LIVE TOUR2011「アンモナイト（大）」
- 2011年11月〜12月 - TOUR2011「アンモナイト（大）〜亜細亜編〜」
- 2011年12月 - Plastic Tree 年末公演〜水曜スペシャル・木曜スペシャル〜
- 2012年3月〜4月 - Plastic Tree 2012年 春ツアー「青の運命線」
- 2012年4月 - Plastic Tree 「青の運命線 最終公演：テント③」
- 2012年9月 - Plastic Tree 2012 秋ツアー「Flowers of Romance」
- 2012年12月 - ゆくプラくるプラ〜台湾編〜
- 2012年12月 - ゆくプラくるプラ〜大阪編〜
- 2012年12月 - メジャーデビュー15周年樹念「Hide and Seek」-追懐公演-
- 2012年12月 - ゆくプラくるプラ〜東京編〜
- 2013年1月〜3月 - Plastic Tree 2013 冬ツアー「インク」
- 2013年3月 - Plastic Tree 東京キネマ倶楽部一週間公演「裏インク」
- 2013年9月〜10月 - Plastic Tree Autumn tour 2013「瞳孔乱反射」
- 2013年10月〜月 - Plastic Tree Autumn tour 2013「瞳孔乱反射」IN ASIA
- 2013年12月 - Plastic Tree 2013 年末公演 ゆくプラくるプラ
- 2014年3月16日〜5月3日 - Plastic Tree結成20周年"樹念"ツアー 2014「echo」
- 2014年6月20日 - Plastic Tree FC限定ライブ【Pの暗室】
- 2014年9月15日〜10月19日 - Plastic Tree 結成20周年"樹念"ツアー 2014 「そしてパレードは続く」
- 2014年12月27日 - Plastic Tree 2014 年末公演 ゆくプラくるプラ 〜20周年送別會 音楽の夕べ 第一夜〜千プラの調べ
- 2014年12月28日 - Plastic Tree 2014 年末公演 ゆくプラくるプラ 〜20周年送別會 音楽の夕べ 第二夜〜クラゲの調べ
- 2015年3月15日〜05月07日 - Plastic Tree 春ツアー 2015 「Slow Dive」
- 2015年5月23日 - Plastic Tree　男子限定LIVE「Boys Don’t Cry」
- 2015年9月5日〜10月11日 - Plastic Tree 秋ツアー 2015「自由落花」
- 2015年10月12日 - Plastic Tree主催公演「虚を捨てよ、町へ出よう」
w/ムック/女王蜂/ドレスコーズ
- 2015年12月29日 - Plastic Tree 2015 年末公演ゆくプラくるプラ〜海月リクエストの夕べ・前編〜
- 2015年12月30日 - Plastic Tree 2015 年末公演ゆくプラくるプラ〜海月リクエストの夕べ・後編〜
- 2016年3月16日〜05月08日 - Plastic Tree 春ツアー2016「剥製」
- 2016年5月14日 - Plastic Tree男子限定LIVE[Boys Don't Cry #2]
- 2016年9月10日〜10月10日 - Plastic Tree秋ツアー2016『Black Silent/White Noise』
- 2016年12月29日 - Plastic Tree 2016 年末公演ゆくプラくるプラ〜海月リクエストの夕べ・前編〜
- 2016年12月30日 - Plastic Tree 2016 年末公演ゆくプラくるプラ〜海月リクエストの夕べ・後編〜
- 2017年3月9日〜5月6日 - Plastic Treeメジャーデビュー二十周年“樹念”春ツアー「念力発生」
- 2017年6月25日 - Plastic Treeメジャーデビュー日"樹念"再現公演「1997.09.15」
- 2017年7月29日 - Plastic Treeメジャーデビュー二十周年“樹念”特別公演 第一幕【Plastic】things/1997–2006
- 2017年7月29日 - Plastic Treeメジャーデビュー二十周年“樹念”特別公演 第二幕【Tree】songs/2007–2016
- 2017年8月25日 - Plastic Treeメジャーデビュー二十周年“樹念”台湾公演「拾回台灣之旅」
- 2017年9月9日 - Plastic Treeメジャーデビュー二十周年“樹念”主催公演 虚を捨てよ、町へ出よう 弍 〜新宿赤坂、2ツノ町ヘト出カケ〼、東京一日サァキット編〜
w/メトロノーム/PELICAN FANCLUB/THE NOVEMBERS/LM.C/ザ・ヒーナキャット
- 2017年9月16日〜10月9日 - Plastic Treeメジャーデビュー二十周年“樹念” Autumn Tour 2017「雨を観たかい」
- 2017年12月29日 - Plastic Treeメジャーデビュー二十周年“樹念” 2017 年末公演 ゆくプラくるプラ〜海月リクエストの夕べ・シングル編〜
- 2017年12月30日 - Plastic Treeメジャーデビュー二十周年“樹念” 2017 年末公演 ゆくプラくるプラ〜海月リクエストの夕べ・シングルカップリング編〜
- 2018年3月10日〜5月9日 - Plastic Tree Spring Tour 2018「doorAdore」
- 2018年7月7日 - Plastic Treeパシフィコ横浜国立大ホール“全14アルバムリクエスト”公演2018 第一幕【Plastic】things/1997–2006
- 2018年7月7日 - Plastic Treeパシフィコ横浜国立大ホール“全14アルバムリクエスト”公演2018 第二幕【Tree】songs/2007–2018
- 2018年8月21日 - Plastic Tree show in Mexico “Encantado”
- 2018年9月16日〜10月6日 - Plastic Tree Autumn Tour 2018「in the other side」
- 2018年12月29日 - ゆくプラくるプラ〜海月リクエストの夕べ・四季の唄春夏編〜
- 2018年12月30日 - ゆくプラくるプラ〜海月リクエストの夕べ・四季の唄秋冬編〜
- 2019年3月16日〜5月12日 - Plastic Tree Spring Tour 2019「A面B面画報」
- 2019年5月5日 - Plastic Tree男子限定LIVE[Boys Don't Cry #3]
- 2019年7月20日 - 結成25周年“樹念” Plastic Tree Symphonic Concert at 東京芸術劇場
w/東京ニューシティ管弦楽団
- 2019年9月14日〜11月21日 - Plastic Tree Autumn Tour2019「holographic boy,imitation girl」[注 2][27]
- 2019年12月28日 - Plastic Tree 年末公演2019 ゆくプラくるプラ〜海月リクエストまひるのうた編〜
- 2019年12月28日 - Plastic Tree 年末公演2019 ゆくプラくるプラ〜海月リクエストよなかのうた編〜
- 2020年6月28日 - Plastic Tree streaming live 「Peep Plastic Partition #1 イロゴト」（配信ライブ）
- 2020年8月17日 - Plastic Tree streaming live 「Peep Plastic Partition #2 真っ赤な糸」（配信ライブ）
- 2020年9月22日 - Plastic Tree Autumn Tour2020「十色定理」（昼夜2公演。夜のみ有観客＋配信）[注 3][28]
- 2020年10月10日 - Plastic Tree streaming live 「Peep Plastic Partition #3 Sink」（配信ライブ）
- 2020年11月7日 - Plastic Tree streaming live 「Peep Plastic Partition #4 サナトリウム」（配信ライブ）
- 2020年11月17日 - Plastic Tree Symphonic Concert 【Act II】at LINE CUBE SHIBUYA(渋谷公会堂)（有観客＋配信）
w/東京ニューシティ管弦楽団
- 2020年12月19日 - Plastic Tree年末公演2020 ゆくプラくるプラ〜海月リクエストはれのうた編〜（有観客＋配信）
- 2020年12月19日 - Plastic Tree年末公演2020 ゆくプラくるプラ〜海月リクエストあめのうた編〜（有観客＋配信）
- 2021年2月20日 - Plastic Tree streaming live 「Peep Plastic Partition #5 マイム」（有観客＋配信）
- 2021年3月28日 - Plastic Tree streaming live 「Peep Plastic Partition #6 剥製」（有観客＋配信）
- 2021年4月29日 - Plastic Tree streaming live 「Peep Plastic Partition #7 Ghost」（有観客＋配信）
- 2021年5月16日 - Plastic Tree streaming live 「Peep Plastic Partition #8 トレモロ」（有観客＋配信）
- 2021年6月13日 - Plastic Tree streaming live 「Peep Plastic Partition #9 アンドロメタモルフォーゼ」（有観客＋配信）
- 2021年7月25日 - Plastic Tree streaming live Peep Plastic Partition #10 “樹念”特別公演「サーカス」（有観客＋配信）
- 2021年9月25日 - Plastic Tree streaming live 「Peep Plastic Partition #11 メランコリック」（有観客＋配信）
- 2021年10月17日 - Plastic Tree streaming live 「Peep Plastic Partition #12 in大阪 遠国」（有観客＋配信）
- 2021年10月29日 - Ryutaro Arimura Presents JellyFish Breed FC LIVE in HALLOWEEN 有村クロの横浜仮装倶楽部 〜令和三年 かぼちゃ狩り〜（有観客＋配信）
- 2021年11月28日 - Plastic Tree streaming live 「Peep Plastic Partition #13 Thirteenth Friday」（有観客＋配信）
- 2021年12月26日 - Plastic Tree年末公演2021ゆくプラくるプラ〜海月リクエストの夕べ〜（有観客＋配信）
- 2022年1月8日 - Plastic Tree streaming live 「Peep Plastic Partition #14 スピカ」（有観客＋配信）
- 2022年2月5日 - Plastic Tree streaming live 「Peep Plastic Partition #15 冬の海は遊泳禁止で」（有観客＋配信）
- 2022年4月2日 - Plastic Tree streaming live 「Peep Plastic Partition #16 春咲センチメンタル」（有観客＋配信）
- 2022年5月5日 - Plastic Tree streaming live 「Peep Plastic Partition #17 May Day」（有観客＋配信）
- 2022年6月18日 - Plastic Tree streaming live 「Peep Plastic Partition #18 雨ニ唄エバ」（有観客＋配信）
- 2022年6月28日 - メジャーデビュー25周年“樹念”Plastic Tree Symphonic Concert【Act III】/1997‒2008 at LINE CUBE SHIBUYA（有観客＋配信）
w/パシフィックフィルハーモニア東京
- 2022年6月29日 - メジャーデビュー25周年“樹念”Plastic Tree Symphonic Concert【Act IV】/2009‒2022 at LINE CUBE SHIBUYA（有観客＋配信）
w/パシフィックフィルハーモニア東京
- 2022年7月16日 - Plastic Tree streaming live 「Peep Plastic Partition #19 水色ガールフレンド」（有観客＋配信）
- 2022年8月7日〜8月13日 - Plastic Treeメジャーデビュー25周年 “樹念” Tour 2022「(Re)quest -Best of Plastic Tree-」[29]
- 2022年8月21日 - JellyFish Breed FC LIVE Plastic Treeメジャーデビュー25周年 “樹念” Tour 2022「(Re)quest -Best of Plastic Tree-」[29]
- 2022年9月10日 - Plastic Tree streaming live Peep Plastic Partition #20 メジャーデビュー25周年 “樹念”特別公演「割れた窓」
- 2022年10月27日 - Plastic Treeメジャーデビュー25周年 “樹念” Ryutaro Arimura Presents JellyFish Breed FC LIVE in HALLOWEEN 有村クロの東京仮装倶楽部 〜令和四年 かぼちゃ狩り〜
- 2022年11月11日 - Plastic Tree メジャーデビュー25周年 “樹念” Tadashi Hasegawa presents JellyFish Breed FC LIVE 「citta’ monocromatica」 〜黒白服限定GIG〜
- 2022年12月25日 - Plastic Tree Xmas LIVE2022 めりプラくりプラ
- 2022年12月25日 - Plastic Tree 年末公演2022 ゆくプラくるプラ
- 2023年2月3日 - Plastic Tree「Peep Plastic Partition #21 静脈」[30]
- 2023年3月31日 - Plastic Tree「Peep Plastic Partition #22 3月5日。」[31]
- 2023年4月29日 - Plastic Tree「Peep Plastic Partition #23 ナショナルキッド」[32]
- 2023年6月2日 - Plastic Tree「Peep Plastic Partition #24 ザザ降り、ザザ鳴り。」[33]
- 2023年7月1日 - Plastic Tree「Peep Plastic Partition #25 「ぬけがら」」[34]

### 出演イベント
- 2009年10月10日 - FUJIYAMA MUSIC FESTIVAL09
- 2009年10月24日 - V-ROCK FESTIVAL'09
- 2009年10月27日 - VISUAL ROCK BATTLE 2009
- 2010年04月29日 - SHOXX創刊20周年記念「SHOCK WAVE2010」
- 2010年06月06日 - NEXUS『J-ROCK GOES TO THE WORLD』
- 2011年07月13日 - 氣志團 Presents 極東ロックンロール・ハイスクール「中学まではまともだったのに。」
- 2011年08月07日 - ROCK IN JAPAN FESTIVAL 2011
- 2011年12月31日 - COUNTDOWN JAPAN 11/12
- 2012年08月04日 - ROCK IN JAPAN FESTIVAL 2012
- 2012年11月15日 - 鹿鳴館伝説PARTII〜LEGEND OF ROCK MAY KAN
- 2013年04月21日 - KERA SHOP ARENA OSAKA
- 2013年11月30日 - stylish wave GENERATION vol.5
- 2013年12月31日 - COUNTDOWN JAPAN 13/14
- 2014年08月10日 - ROCK IN JAPAN FESTIVAL 2014
- 2014年10月18日、2014年11月03日 - little HEARTS. 6th Anniversary「MY little HEARTS. Special Edition Vol.6」
- 2014年12月14日 - KERA SHOP ARENA OSAKAファッションショー＆LIVEコラボレーションイベント　ヴィジュアルコレクション
- 2015年08月09日 - ROCK IN JAPAN FESTIVAL 2015
- 2016年02月11日 - 共鳴の夜、共振の宴[注 4]
- 2016年08月01日 - V-NATION
- 2016年08月13日 - ROCK IN JAPAN FESTIVAL 2016
- 2016年10月15日 - VISUAL JAPAN SUMMIT 2016 Powered by Rakuten
- 2016年10月16日 - little HEARTS. 8th Anniversary「MY little HEARTS. Special Edition Vol.8」
- 2016年11月25日、26日 - COMMUNE Vol.2
- 2017年06月30日 - 致死量フリーク 症例・樹[注 5]
- 2017年08月11日 - ROCK IN JAPAN FESTIVAL 2017
- 2018年05月21日 - R指定主催果たし状ツーマン企画『首取り〜VS Plastic Tree編〜』[注 6]
- 2018年08月05日 - ROCK IN JAPAN FESTIVAL 2018
- 2018年09月09日 - ライカ・ザ・ライブ【PREMIUM〜in Zepp DiverCity〜】
- 2018年11月04日 - メトロノーム 廿th FEST.黒の日-ウィスヌ- [ 05→98→18迄-7=20 ]
- 2019年03月20日 - 極冬零式福興祭「止まるんじゃねぇぞ」
- 2019年07月29日 - アルルカン 2MAN LIVE 「Letter from a ghost」[注 7]
- 2019年08月03日 - ROCK IN JAPAN FESTIVAL 2019
- 2019年08月12日 - MUCC BIRTHDAY CIRCUIT2019 「40」＜SATOち day＞ 〜じゃっくいんざぼっくす -さとちのおたんじょうかい-〜
- 2022年08年27日 - アルルカン Presents「束の世界-SONOSEKAI- 2022」